# 중국의 애니메이션
중국의 애니메이션은 중화인민공화국에서 제작된 애니메이션을 말한다. 중국어에서 동화(중국어 간체: 动画, 중국어 번체: 動畫, 병음: dònghuà)라고 하며 스타일이나 출처에 관계없이 모든 애니메이션 작품을 나타낸다. 그러나 중국 외 지역과 영어에서는 동화가 중국 애니메이션에 대해 구어체로 사용되며 특히 중국에서 제작된 애니메이션을 지칭한다.

## 특성
1920년대 선구적인 만씨형제(萬氏兄弟)는 애니메이션이 중국 특유의 개발 스타일을 강조해야 한다고 믿었다. 이러한 엄격한 철학은 수십 년 동안 업계에 남아 있었다. 애니메이션은 본질적으로 중국 예술과 문화의 다른 측면의 확장으로, 고대 민속과 만화에서 더 많은 콘텐츠를 끌어냈다. 중국문학작품과 중국고전애니메이션은 밀접한 관계가 있다. 상당수의 중국 고전 애니메이션 영화가 고대 중국 문학에서 영감을 받아 프로토타입을 제작했다. 전통적인 중국 애니메이션 캐릭터의 예로는 고전 문학 서유기에서 1964년 애니메이션 대요천궁(大鬧天宮, Havoc in Heaven)으로 전환된 캐릭터인 손오공이 있다. 또한 전통을 이어받은 것은 1960년대 애니메이터 터웨이와 첸자쥔이 개발한 수묵 애니메이션이었다. 중국 수묵화를 바탕으로 <엄마 찾는 올챙이>(小蝌蚪找妈妈, 1960)를 시작으로 여러 편의 영화가 이런 스타일로 제작됐다. 그러나 이 기술은 시간이 많이 걸리고 애니메이션 스튜디오에서 점차 폐기되었다.
중국 애니메이션의 개념은 최근 몇 년간 특정 스타일에 얽매이지 않고 느슨해지기 시작했다. 최초의 혁명적인 변화 중 하나는 1995년 만화 애니메이션으로 각색된 '사이버 웨폰 Z'(Cyber Weapon Z)였다. 스타일은 일반적인 애니메이션과 거의 구별할 수 없는 캐릭터로 구성되어 있지만 중국 애니메이션으로 분류된다. 제작이 반드시 하나의 기술에만 국한되는 것은 아니라고 말할 수 있다. 수묵, 인형극, 컴퓨터 CG 등이 모두 예술 작품에서 시연된다.
1990년대 이후 새로운 애니메이션의 물결, 특히 플래시 애니메이션은 전통에서 벗어나려고 노력하고 있다. 2001년 타임 아시아는 대만 웹툰 캐릭터인 아쿠에이를 아시아 100대 신인 인물 중 하나로 평가했다. 큰 머리를 가진 아쿠에이의 모습은 아마도 도라에몽 같은 아동용 소재에 훨씬 더 가까울 것이다. 따라서 이와 같은 변화는 환영받는 전환을 의미한다. 민속과 유사한 캐릭터는 항상 국제적인 매력을 얻는 데 어려움을 겪었기 때문이다. 중국 최초의 애니메이션 주간지인 고고탑(GoGo Top) 매거진이 설문 조사를 진행한 결과 어린이들이 좋아하는 캐릭터 20개 중 실제로 중국에서 만들어진 캐릭터는 1개에 불과한 것으로 나타났다.

## 같이 보기
- 일본의 애니메이션
- 중국의 미술
- 중국 영화
- 조선민주주의인민공화국의 애니메이션
- 대한민국의 애니메이션
- 애니메이션 영화 목록
- 중국 만화